# Charneca (Lisboa)
Charneca era una freguesia portuguesa del municipio de Lisboa, distrito de Lisboa.

## Historia
Fue suprimida el 8 de noviembre de 2012, en aplicación de una resolución de la Asamblea de la República portuguesa al unirse con la freguesia de Ameixoeira, formando la nueva freguesia de Santa Clara.